# Râul Sericel
Râul Sericel este un râu din România, afluent al râului Sericu. 